# Hell Bent
Hell Bent (Brasil: A Recompensa ) é um filme norte-americano de 1918, dirigido por John Ford e estrelado por Harry Carey. Uma cópia do filme existe na Czechoslovak Film Archive.

## Elenco
- Harry Carey ... Cheyenne Harry
- Duke R. Lee ... Cimmaron Bill (como Duke Lee)
- Neva Gerber ... Bess Thurston
- Vester Pegg ... Jack Thurston
- Joe Harris ... Beau Ross (como Joseph Harris)
- Steve Clemente ... papel indeterminado
- Millard K. Wilson ... papel indeterminado
- Molly Malone ... papel indeterminado